# Schwerthof (Himberg)

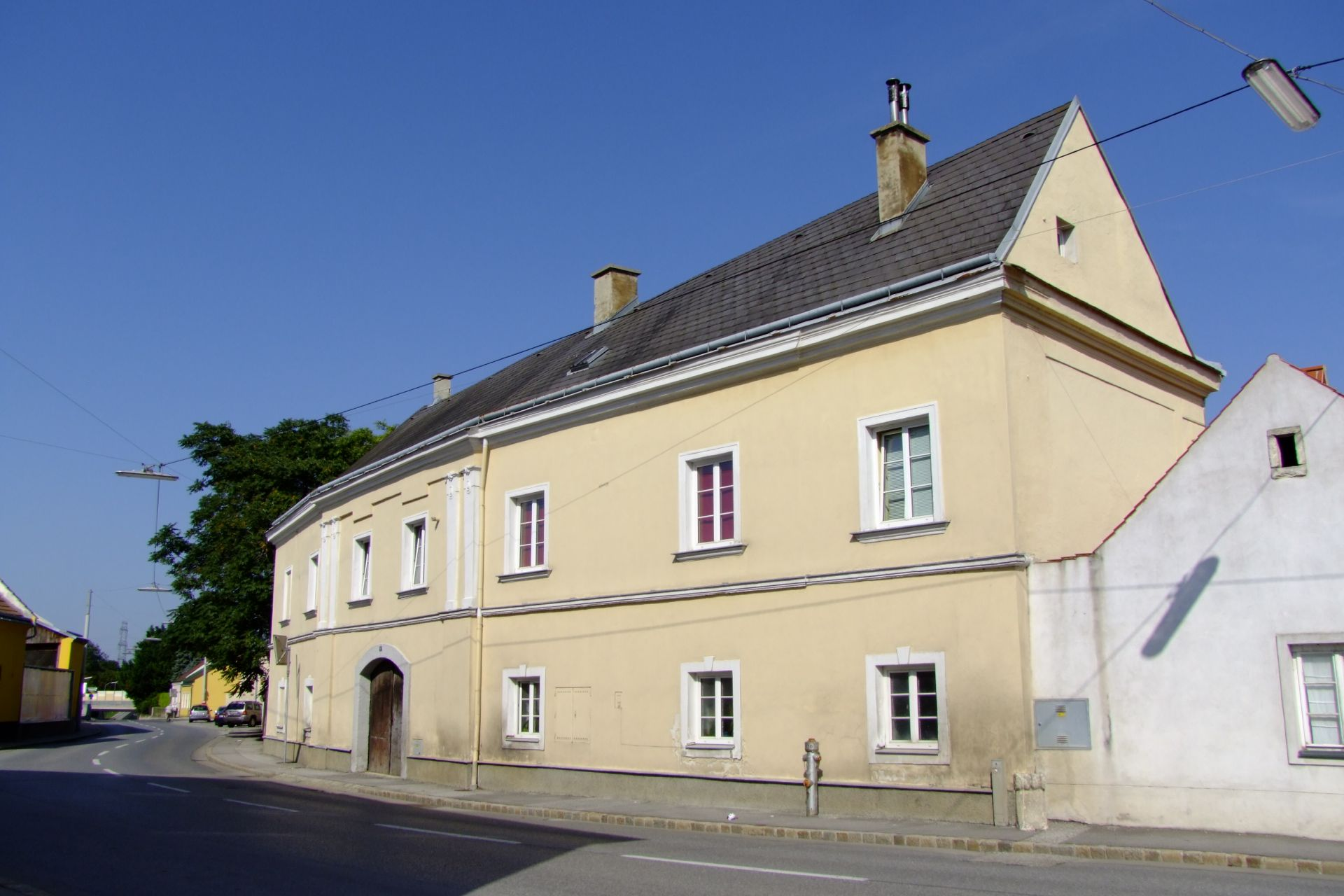
Ehemaliger Gutshof Schwerthof in Himberg

Der Schwerthof (auch Thiern- oder Prärenhof) in Himberg (Niederösterreich) ist ein ehemaliger Freihof und dann Gutshof aus dem 17. Jahrhundert. Das Gebäude steht unter Denkmalschutz.

## Geschichte
Der Schwerthof war einer von sieben Freihöfen im landesfürstlichen Markt Himberg. 1572 war der Himberger Bäcker Andreas Schäfer mit dem Hof belehnt. 1623 verkaufte Kaiser Ferdinand II. den Hof.
Der Kaiserliche Rat und Handgraf Tobias Helfried von Kaiserstein († 1657), Hofmeister des niederösterreichischen Statthalters Paul Sixt III. von Trautson, erwarb 1630 den freien Schwerthof.

## Baubeschreibung
Der ehemalige Gutshof ist ein zweigeschoßig dreiflügeliges Gebäude, in der Bausubstanz aus dem 17. Jahrhundert, mit einer langen geknickten Straßenfront und einem leicht vorspringenden Mittelrisalit. Der linke Seite hat zwei, die recht drei Fensterachsen. In der Mitte des Risaliten ist eine Toreinfahrt mit einfachem Segmentbogen, darüber zwei Fenstern im Obergeschoß. Der Mittelteil endet mit breiten Wandpfeilern, darüber sind je zwei Pilaster, oben mit oval stehenden Zierelementen und Kapitel. Abgeschlossen wird der Risalit von einer schmucklosen Gesimszone. Über die ganze Straßenfront läuft ein zartes einfaches Gesims im Erdgeschoß und ein stark vorspringendes profiliertes Gesims als Abschluss. Die Fenster im Erdgeschoß haben eine steinerne Keilsteinrahmung, im Obergeschoß einen einfachen Steinrahmen mit profilierten Sohlbänken aus dem 17. Jahrhundert. Die Hoffassaden hat eine Putzfassade aus dem Ende des 18. Jahrhunderts.
Die Einfahrt und das Erdgeschoß sind mit Stichkappentonnen überwölbt, das Dach ist mit Rhombusschindeln gedeckt.